# Miss USA 2015
A 64ª edição do concurso Miss USA foi realizada no dia 12 de julho no Baton Rouge River Center, em Baton Rouge, Luisiana. Candidatas dos 50 Estados americanos e do Distrito de Columbia disputaram o título. Nia Sanchez, de Nevada, coroou Olivia Jordan, de Oklahoma, como sua sucessora ao final do evento, que teve três horas de duração. A vencedora vai representar os Estados Unidos no Miss Universo 2015.
O concurso de 2015 foi significativamente afetado em função das declarações preconceituosas feitas pelo co-proprietário da Miss Universe Organization, Donald Trump, sobre os imigrantes mexicanos, o que levou a NBC, Univision Communications e Televisa a rescindirem seus contratos com a entidade e Trump em função das defecções dos previamente anunciados apresentadores, jurados e atrações musicais em protesto contra as declarações feitas durante o lançamento da pré-candidatura de Trump à Presidência dos Estados Unidos em 2016, pelo Partido Republicano, em 16 de junho de 2015.

## Resultados
| Resultados Finais | Candidata |
| Miss USA 2015     | * Oklahoma - Olivia Jordan |
| 2º lugar          | * Texas - Ylianna Guerra |
| 3º lugar          | * Rhode Island - Anea Garcia |
| 4º lugar          | * Nevada - Brittany McGowan |
| 5º lugar          | * Maryland - Mamé Adjei |

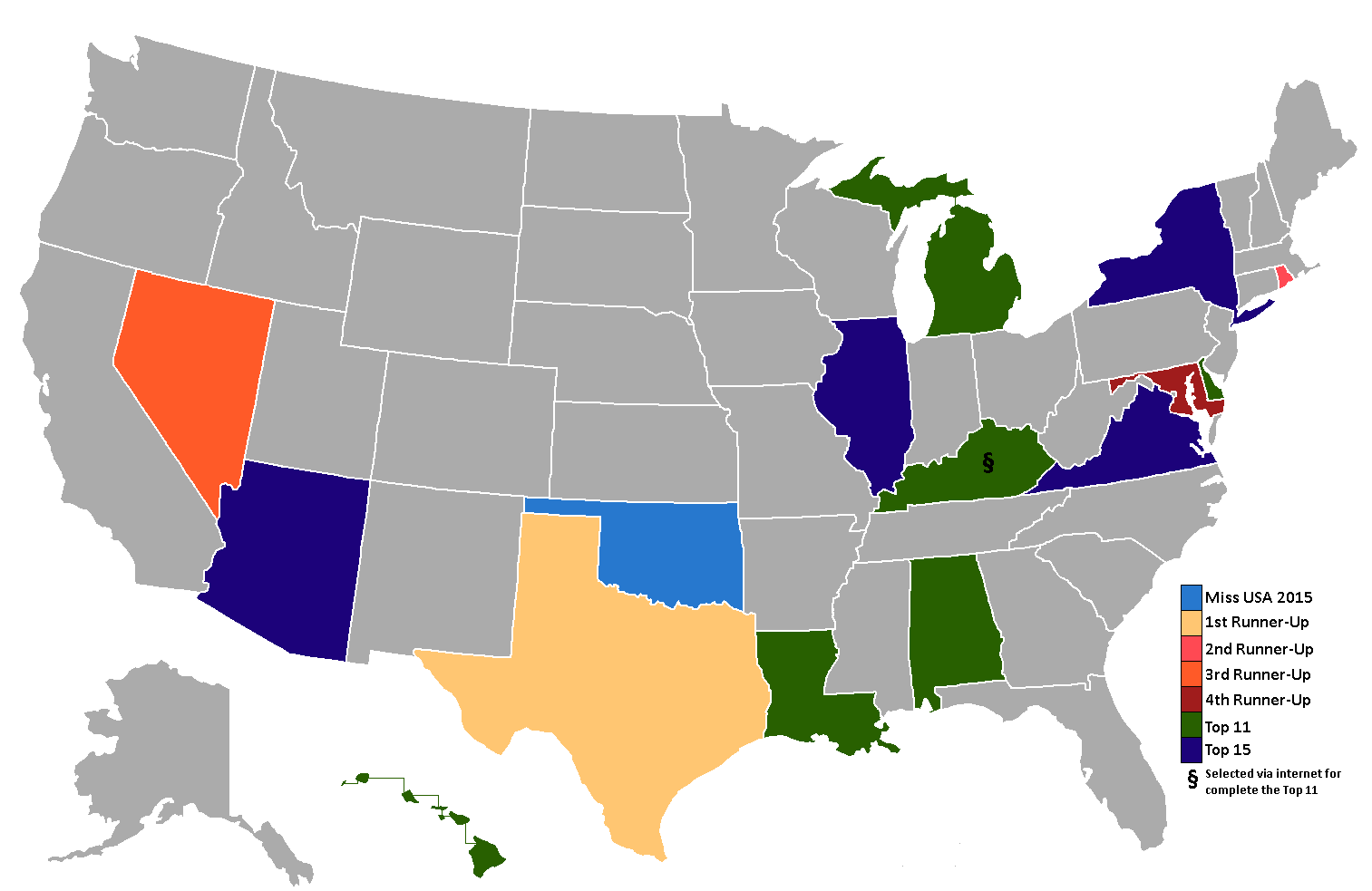
Resultados do Miss USA 2015 mostrando a classificação por Estado

| Top 11            | - Alabama - Madison Guthrie - Delaware - Renee Bull - Hawaii - Emma Wo - Kentucky - Katie George § - Luisiana - Candice Bennatt - Michigan - Rashontae Wawrzyniak |
| Top 15            | - Arizona - Maureen Montagne - Illinois - Renee Wronecki - Nova York - Thatiana Diaz - Virgínia - Laura Puleo                                                     |

§ Salva pelo voto popular para competir no Top 11

### Premiações Especiais
| Premiação      | Candidata                                                 |
| Miss Simpatia  | Empate: - Alasca - Kimberly Agron - Delaware - Renee Bull |
| Miss Fotogenia | - Indiana - Gretchen Reece                                |

## Definição da cidade-sede
O anúncio que o Miss USA seria realizado novamente em Baton Rouge foi realizada em 14 de abril pela Miss Universe Organization e pela rede NBC, em comunicado conjunto. O hotel L'Auberge Casino foi também mantido para hospedagem oficial das candidatas.
Uma semana antes, o Conselho Metropolitano de Baton Rouge aprovara a utilização de recursos do município para pagar custos relativos à organização do concurso na cidade. O pacote de incentivos governamentais chega a US$ 545 mil e inclui US$ 230 mil do Conselho Metropolitano, US$ 200 mil da empresa municipal de turismo, a Visit Baton Rouge, US$ 50 mil do Fundo de Desenvolvimento Econômico da Prefeitura, US$ 50 mil do Conselho Estadual de Turismo e US$ 15 mil do Conselho de Vida Marinha da Luisiana. Com isso, a produção do concurso se tornou apta a entrar no programa estadual de renúncia fiscal para incentivo do audiovisual, o qual a MUO aplicara para a edição 2015 do Miss USA.
No ano anterior, o concurso gerou vendas de US$ 2,6 milhões para a rede hoteleira de Baton Rouge. As reformas do River Center custaram US$ 1,145 milhão aos cofres do município. De acordo com documentos oficiais divulgados pelo site NOLA.com, a publicidade televisiva da cidade de Baton Rouge durante o certame foi estimada em US$ 20 mil.

## Controvérsias

### Polêmica de Donald Trump com os imigrantes mexicanos
Em 25 de junho.o presidente da Univision, Randy Falco, anunciou que a companhia responsável pela transmissão em língua espanhola (que estava pronta para transmitir o evento no canal pago UniMás) não iria mais transmitir o evento e estava cortando os laços com a Miss Universe Organization, depois que Donald Trump atacou os imigrantes mexicanos no lançamento de sua pré-candidatura para a Presidência dos Estados Unidos em 2016. À ocasião, Trump alegou que os mexicanos que imigraram para o país "eram responsáveis por importar drogas e trazer criminosos e estupradores para os Estados Unidos, e pediu que construíssem um muro na fronteira entre os dois países. O ator chileno Cristián de la Fuente e a atriz porto riquenha Roselyn Sánchez,que iriam ancorar a transmissão em língua espanhola anunciaram que estavam se retirando do evento,alegando que estavam ofendidos.Juntamente com os apresentadores, o cantor colombiano de reggaeton J Balvin,que iria fazer a sua primeira apresentação na televisão fora da Colômbia,também desistiu de se apresentar,alegando os mesmos motivos.Logo após esse anuncio a Miss Universo 2006 Zuleyka Rivera também porto-riquenha também anunciou que estaria se retirando do concurso. Ela seria uma das juradas.
Em uma declaração, Falco citou que considerou as visões de seu público, que é predominantemente hispânico assim como a grande maioria dos funcionários da empresa, em que a "Univision vê em primeira mão a ética do trabalho , o amor pela família, valores religiosos fortes e o papel que os imigrantes mexicanos e seus descendentes tiveram e continuarão a ter na construção do futuro do nosso país." Após o anúncio da decisão da empresa, um advogado de Trump afirmou que ele está considerando tomar medidas legais contra a Univision Communications (razão social da emissora) para a sua recusa em transmitir o Miss USA, alegando que a emissora estava quebrando o contrato de um acordo de cinco anos entre a emissora e a organização, assinado cinco meses antes. Trump acusou o Governo do México, entre outras partes, de "colocar uma tremenda pressão na Univision de quebrar seu contrato efetivo com a Organização Miss Universo", alegando "que estavam expondo de uma forma vexatória para o público e para o mundo, os terríveis e caros acordos comerciais em que os Estados Unidos fizeram com o México".
A Univision observou que, apesar da decisão por sua divisão de entretenimento para encerrar seu relacionamento comercial com a Organização Miss Universo, a sua divisão de notícias iria continuar normalmente a cobertura da campanha presidencial de 2016, "para garantir que nosso público continue a ter acesso a todos os pontos de vista". Embora não esteja claro se a organização vai encontrar uma emissora de língua espanhola para a transmissão, o concurso vai acontecer normalmente no dia 12 de julho. No dia 26 de junho, Trump notificou Falco que os empregados da Univision perderam seus títulos e estão proibidos de entrar no campo de golfe do Trump National Doral Miami que está localizado nos fundos da sede corporativa da Univision, em Doral, Flórida. No mesmo dia, em sua conta no Instagram, Trump divulgou correspondências pessoais do apresentador Jorge Ramos – contendo seu número pessoal de telefone,que Trump fez questão de divulgar – no momento, Ramos estava tentando marcar uma entrevista com ele.
Em 29 de junho, o grupo de mídia NBCUniversal, que detém os 50% do controle da Miss Universe Organization que não estão nas mãos de Donald Trump, confirmou que estava encerrando seus laços empresariais com Trump – informando em uma declaração que "respeito e dignidade para todas as pessoas são pedras fundamentais de nosso valores" – e não exibiria mais os concursos de Miss USA e Miss Universo (O Miss Teen USA não tem sido exibido em televisão tradicional desde 2007, e não estava incluso no novo contrato da NBC com a Miss Universe Organization por razões desconhecidas; Trump também foi afastado do posto de apresentador do The Celebrity Apprentice, o qual a NBC vai continuar exibindo por ser licenciado junto à United Artists Media Group para possibilitar a transmissão do reality de competição). O grupo mexicano de mídia Televisa também anunciou o rompimento das ligações com Trump e encerrou seu contrato de TV com a Miss Universe Organization. Numa entrevista publicada no dia 29 de junho pelo jornal Kansas City Star, a Miss Kansas USA 2015 Alexis Railsback – que é descendente de Mexicanos-Americanos – disse que foi "uma infelicidade envolverem o concurso de Miss USA no meio da brutalidade do discurso de Donald Trump". Notando que a Miss Universe Organization é uma entidade independente, ela disse que Trump "não organiza o concurso, [e] não manda no seu processo" e disse acreditar que a controvérsia surgida das declarações não é "relacionada verdadeiramente com o concurso em nenhum grau, apesar de o fato ser de ele ser o co-proprietário". Após a decisão, algumas candidatas e fãs criraram uma petição na Change.org e usaram a hashtag #SavetheSash nas redes sociais e um vídeo foi postado no Facebook oficial do concurso, pedindo que a NBC reconsiderasse a decisão de não exibir o Miss USA.
No dia 30 de junho, o jornalista Thomas Roberts (que trabalha como âncora do canal pago MSNBC) e Cheryl Burke renunciaram ao posto de apresentadores do concurso, com Burke citando sua oposição aos comentários de Trump e a decisão da rede de parar a transmissão do evento. Após relatos indicarem que as geradoras do Miss Teen USA Ustream e Xbox Live, assim como o Netflix terem demonstrado interesse em obter os direitos de streaming do evento, a Miss Universe Organization confirmou no dia 30 de junho que o concurso poderia ser visto no site oficial do Miss USA (uma sub página do site da MUO).
Após indicar anteriormente para processar a Univision e a NBCUniversal, Trump e a Miss Universe Organization entraram com uma ação contra a Univision Communications por difamação e quebra de contrato na Corte Suprema de Nova York no dia 30 de junho, prevendo prejuízos superiores a US$500 milhões. A Univision respondeu à ação em uma declaração, chamando o processo de "tanto factualmente falso e legalmente ridículo," e que "não vai defender rigorosamente o caso, mas vai continuar trabalhando contra os esforços do Sr. Trump após os comentários preconceituosos que ele fez em 16 de junho sobre os imigrantes mexicanos." Em 30 de junho, um representante da cantora Natalie La Rose informou que ela desistiu de cantar no concurso; La Rose foi juntada no dia 1º de julho pelos jurados Emmitt Smith e Jonathan Scott, o cantor country Craig Wayne Boyd e o rapper Flo Rida em se retirarem do concurso. Jeannie Mai, que fora originalmente anunciada como co-apresentadora, disse que "não concorda com as declarações do Sr. Trump[...] Não abandonarei essas mulheres que precisam de nosso apoio mais que nunca", citando a missão da Miss Universe Organization de "unir as mulheres de todo o mundo e celebrar diferentes culturas", mas anunciou no dia 6 de julho que deixaria a função.
No dia 2 de julho, a Miss Universe Organization assinou um acordo com o canal pago independente Reelz para a transmissão do Miss USA 2015. Numa declaraão, Stanley Hubbard, CEO da empresa proprietária do Reelz Hubbard Broadcasting, disse: "Como uma das poucas emissoras independentes, nós decidimos exercer nossa voz e nos comprometer a levar este concurso aos telespectadores americanos de todas as partes." Após o anúncio da nova emissora do concurso de 2015, uma transmissão ao vivo do concurso também esteve disponível no site do Miss USA (a qual também pôde ser vista em smartphones, tablets e em consoles de vídeo game com seus respectivos aplicativos do YouTube) para aqueles que não tem o Reelz em seus pacotes ou nas empresas de TV por assinatura (caso da Cox Communications) que não possuem contratos de distribuição do Reelz em certas praças. A afiliada da This TV em Baton Rouge WBTR-TV transmitiu o concurso usando o sinal do Reelz.

## Consequências na audiência televisiva
A troca súbita e emergencial de afiliação do Miss USA 2015 (da NBC/UniMás para a Reelz) foi danosa para seus índices de audiência, divulgados pela Nielsen Ratings. Em suas três horas de duração (20 às 23h, horário da costa leste americana), o certame registrou 925 mil telespectadores e média de 0,2 ponto entre os telespectadores na faixa de 18 a 49 anos. No ano anterior, ainda na NBC, o concurso registrara média de 1,4 na faixa decisória para agências e anunciantes e 5,548 milhões de telespectadores.

## Candidatas
| Estado               | Candidata            | Idade | Altura (pés/cm) | Cidade           | Classificação | Premiações Especiais   | Notas |
| -------------------- | -------------------- | ----- | --------------- | ---------------- | ------------- | ---------------------- | --- |
| Alabama              | Madison Guthrie      | 19    | 5'9/1,75        | Hoover           | Top 11        |                        | |
| Alasca               | Kimberly Agron       | 20    | 5'4/1,62        | Anchorage        |               | Miss Simpatia (empate) | Anteriormente Miss Alaska Teen USA 2013                                                                                        |
| Arizona              | Maureen Montagne     | 21    | 5'7/1,70        | Chandler         | Top 15        |                        | Competiu anteriormente no Mutya ng Pilipinas 2013, representando a comunidade filipina no Arizona, onde ficou em segundo lugar |
| Arcansas             | Leah Blefko          | 20    | 5'10/1,78       | Fayetteville     |               |                        | |
| Califórnia           | Natasha Martinez     | 23    | 5'5/1,65        | Chino Hills      |               |                        | |
| Colorado             | Talyah Polee         | 26    | 5'8/1,73        | Denver           |               |                        | |
| Connecticut          | Ashley Golebiewski   | 20    | 5'9/1,75        | Hartford         |               |                        | |
| Delaware             | Renee Bull           | 21    | 5'9/1,75        | Middletown       | Top 11        | Miss Simpatia (empate) | |
| Distrito de Columbia | Lizzy Olsen          | 26    | 5'9/1,75        | Washington, D.C. |               |                        | |
| Flórida              | Ashleigh Lollie      | 23    | 5'6/1,68        | Grand Ridge      |               |                        | |
| Georgia              | Brooke Fletcher      | 22    | 5'4/1,62        | Peachtree City   |               |                        | Anteriormente Miss Georgia Teen USA 2009                                                                                       |
| Havaí                | Emma Wo              | 25    | 5'8/1,73        | Honolulu         | Top 11        |                        | Anteriormente Miss Hawaii Teen USA 2008                                                                                        |
| Idaho                | Claira Hollingsworth | 22    | 5'6/1,68        | Preston          |               |                        | Anteriormente Miss Idaho Teen USA 2011                                                                                         |
| Illinois             | Renee Wronecki       | 22    | 5'10/1,78       | Burbank          | Top 15        |                        | |
| Indiana              | Gretchen Reece       | 23    | 5'8/1,73        | North Vernon     |               | Miss Fotogenia         | |
| Iowa                 | Taylor Even          | 21    | 5'8/1,73        | Jesup            |               |                        | |
| Cansas               | Alexis Railsback     | 19    | 5'5/1,65        | Shawnee          |               |                        | |
| Kentucky             | Katie George         | 21    | 5'10/1,78       | Louisville       | Top 11        |                        | Vencedora no voto popular |
| Luisiana             | Candice Bennatt      | 24    | 5'5/1,65        | Nova Orleans     | Top 11        |                        | Anteriormente Miss New Mexico 2012                                                                                             |
| Maine                | Heather Elwell       | 26    | 5'10/1,78       | Portland         |               |                        | |
| Maryland             | Mamé Adjei           | 23    | 5'9/1,75        | Silver Spring    | 5ª colocada   |                        | |
| Massachusetts        | Polikseni Manxhari   | 24    | 5'6/1,68        | Holden           |               |                        | |
| Michigan             | Rashontae Wawrzyniak | 23    | 5'7"/1,70       | Sterling Heights | Top 11        |                        | |
| Minnesota            | Jessica Scheu        | 23    | 5'8/1,73        | Minneapolis      |               |                        | |
| Mississippi          | Courtney Byrd        | 20    | 5'7/1,70        | Jackson          |               |                        | |
| Missouri             | Rebecca Dunn         | 24    | 5'8/1,73        | Columbia         |               |                        | |
| Montana              | Tahnee Peppenger     | 26    | 5'8/1,73        | Great Falls      |               |                        | |
| Nebrasca             | Hoang-Kim Cung       | 23    | 5'4/1,62        | Grand Island     |               |                        | |
| Nevada               | Brittany McGowan     | 25    | 5'8/1,73        | Las Vegas        | 4ª colocada   |                        | |
| Nova Hampshire       | Samantha Poirier     | 23    | 5'7/1,70        | Dover            |               |                        | |
| Nova Jérsei          | Vanessa Oriolo       | 21    | 5'7/1,70        | Colts Neck       |               |                        | |
| Novo México          | Alexis Duprey        | 23    | 5'9/1,75        | Las Cruces       |               |                        | Anteriormente Miss New Mexico Teen USA 2009 e Miss New Mexico 2013                                                             |
| Nova York            | Thatiana Diaz        | 22    | 5'8/1,73        | Queens           | Top 15        |                        | Anteriormente Miss New York Teen USA 2010                                                                                      |
| Carolina do Norte    | Julia Dalton         | 23    | 5'5/1,65        | Wilmington       |               |                        | Anteriormente Miss North Carolina Teen USA 2008. Irmã da Miss USA 2009 Kristen Dalton                                          |
| Dacota do Norte      | Molly Ketterling     | 20    | 5'9/1,75        | Bismarck         |               |                        | |
| Ohio                 | Sarah Newkirk        | 25    | 5'9/1,75        | Cleveland        |               |                        | |
| Oklahoma             | Olivia Jordan        | 26    | 5'11/1,80       | Tulsa            | Miss USA 2015 |                        | Representou os Estados Unidos no Miss Mundo 2013                                                                               |
| Oregon               | Bridget Wilmes       | 22    | 5'10/1,78       | Portland         |               |                        | |
| Pensilvânia          | Elizabeth Cardillo   | 24    | 5'8/1,73        | Allison Park     |               |                        | |
| Rhode Island         | Anea Garcia          | 19    | 5'11/1,80       | Lincoln          | 3ª colocada   |                        | |
| Carolina do Sul      | Sarah Weishuhn       | 23    | 5'9/1,75        | Goose Creek      |               |                        | |
| Dacota do Sul        | Lexy Schenk          | 21    | 5'6/1,68        | Irene            |               |                        | Anteriormente Miss South Dakota Teen USA 2011                                                                                  |
| Tennessee            | Kiara Young          | 23    | 5'9/1,75        | Nashville        |               |                        | |
| Texas                | Ylianna Guerra       | 21    | 5'8/1,73        | Houston          | 2ª colocada   |                        | |
| Utah                 | Nicol Powell         | 20    | 5'10/1,78       | Salt Lake City   |               |                        | Irmã da Miss Utah USA 2013 Marissa Powell                                                                                      |
| Vermont              | Jackie Croft         | 23    | 5'8/1,73        | Burlington       |               |                        | Candidata no National Sweethart 2012                                                                                           |
| Virgínia             | Laura Puleo          | 25    | 5'8/1,73        | Lexington        | Top 15        |                        | Irmã da Miss North Carolina USA 2004 Ashley Puleo                                                                              |
| Washington           | McKenzie Novell      | 23    | 5'7/1,70        | Spokane          |               |                        | |
| Virgínia Ocidental   | Andrea Mucino        | 23    | 5'9/1,75        | Morgantown       |               |                        | |
| Wisconsin            | Haley Laundrie       | 21    | 5'8/1,73        | Lake Mills       |               |                        | |
| Wyoming              | Caroline Scott       | 22    | 5'7/1,70        | Cheyenne         |               |                        | Anteriormente Miss Wyoming Teen USA 2010                                                                                       |

## Jurados
Preliminares:
- Alison Taub
- B. J. Coleman
- Dayron Arias
- Daurius Baptist
- Fred Nelson
- Jennifer Palpallatoc
- Lori Lung
- Maureen Storto

Final televisionada:
- Tara Conner – Miss USA 2006
- Rima Fakih – Miss USA 2010
- Crystle Stewart – Miss USA 2008
- Nana Meriwether – Miss USA 2012
- Kimberly Pressler – Miss USA 1999
- Danielle Doty – Miss Teen USA 2011
- Leila Lopes – Miss Universo 2011
- Brook Lee – Miss Universo 1997
- Michelle McLean – Miss Universo 1992